# Горчухино

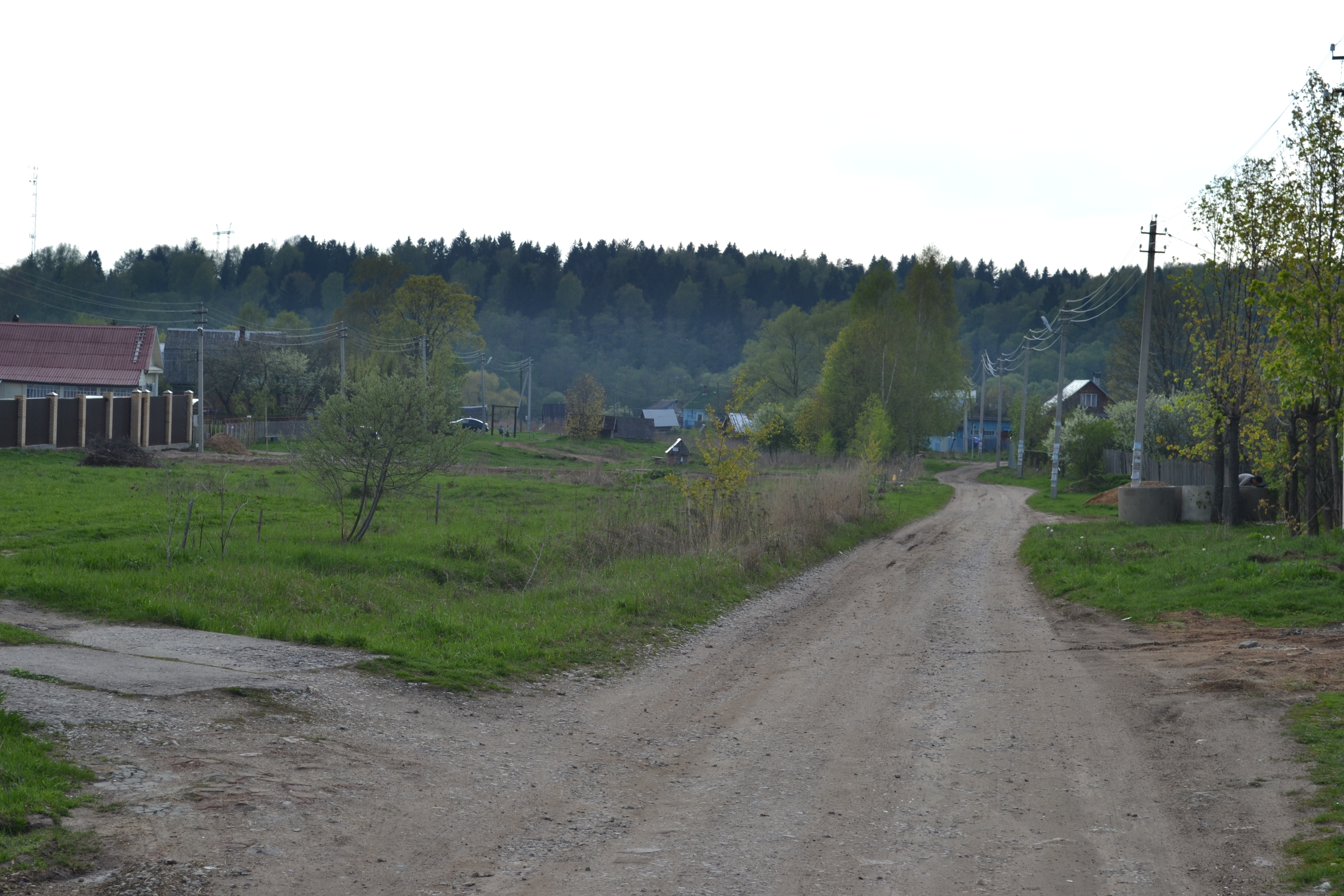

Горчу́хино — деревня в Наро-Фоминском районе Московской области в составе сельского поселения Атепцевское.

## История
До 2006 года Горчухино входило в состав Атепцевского сельского округа.

## География
Горчухино расположено в центре района, на левом берегу реки Нары, в 2 километрах к югу от Наро-Фоминска, высота центра над уровнем моря 166 м. Ближайшие населённые пункты — Атепцево в 0,5 км на юг и Елагино — менее километра на юго-восток, через реку Нару.

## Население
| 2002 | 2006 | 2010 |
| ---- | ---- | ---- |
| 17   | ↘14  | ↗16  |

## Инфраструктура
В деревне числятся 2 улицы и 6 садовых товариществ.

## Памятники
В центре деревни братское захоронение с памятником—обелиском. В захоронении 26 бойцов, павших в боях.